# Jo! Memòries d'un metge filòsof
Jo! Memòries d'un metge filòsof és una obra escrita per Prudenci Bertrana publicada per primera vegada el 1925. El 1934 es va publicar la versió definitiva, i el 2015 edicions de la ela geminada en feu una reedició, a cura de Guillem Molla, professor de Literatura Catalana a la Universitat de Massachusetts.

## Història
Diego Ruiz fou un metge real que va entrar en contacte amb Bertrana durant la seva estada en terres gironines. Fins i tot van arribar a escriure, a quatre mans, l'opuscle 'La locura de Álvarez de Castro', per la qual Bertrana seria sotmès a un consell de guerra. Ruiz va emigrar a un altre país i Bertrana va haver d'enfrontar-se sol al consell, i per això va pensar que aquesta obra seria una bona manera de revenja, establir un retrat de Diego Ruiz. La crítica va reconèixer immediatament la relació entre persona i personatge i va provocar un escàndol, fins al punt que Prudenci Bertrana va haver de publicar un extens article a la Revista de Catalunya on donà tot tipus d'explicacions al respecte.
Segons Oriol Ponsatí Murla, editor de la ela geminada, la novel·la constitueix una excepció en el marc de la producció de Bertrana, ja que trenca amb el cicle novel·lístic anterior, que abasta Violeta, Josafat, Nàufrags i Tieta Claudina, on els personatges estan marcats per un destí tràgic.

## Personatges
- Diego (o Dídac) Ruiz (Dídac Pérez) - És un personatge megalòman, plurilingüe, amic de la controvèrsia, òptim narrador i filòsof de l'entusiasme, que va exercir de metge psiquiatre i director del Manicomi de Salt entre 1908 i 1912. Josep Pla el descriu així: «És una de les coses més grosses que han passat en aquest segle en aquest país».[1][2] En la vida real fou un metge nascut a Màlaga el 1881.[3]